# Пушкин, Александр Александрович (1863)
Александр Александрович Пушкин (15 октября 1863 — 16 марта 1916) — бронницкий уездный предводитель дворянства, камергер Высочайшего двора. Внук поэта А. С. Пушкина.

## Биография
Старший сын генерала от кавалерии Александра Александровича Пушкина и жены его Софьи Александровны Ланской (1838—1875).
Воспитывался в Пажеском корпусе, по окончании которого в 1883 году был выпущен корнетом в 44-й драгунский Нижегородский полк. 26 февраля 1888 года произведен в поручики. 2 мая 1889 года вышел в запас армейской кавалерии и поселился в усадьбе Мало-Ивановское Бронницкого уезда Московской губернии, ранее принадлежавшей его матери.
В 1890 году был назначен земским начальником 2-го участка Бронницкого уезда, а в 1892 году был переведен на ту же должность в 5-й участок. 29 ноября 1897 года избран председателем Бронницкой уездной земской управы, в каковой должности состоял до конца жизни с перерывом на четырехлетие 1902—1906 года. С 26 января 1898 года вступил в исправление должности уездного предводителя дворянства, а 23 января 1899 года был избран бронницким уездным предводителем дворянства, в каковой должности состоял до 1914 года. 26 мая 1899 года получил придворное звание камер-юнкера к 100-летию со дня рождения Пушкина, а 27 мая 1913 года — камергера. Дослужился до чина статского советника (1907), из наград имел ордена Св. Анны 2-й степени (1902), Св. Владимира 4-й степени (1905) и Св. Владимира 3-й степени (1908).
Много сделал для Бронницкого уезда, при нем была улучшена постановка медицинской части, увеличилось школьное строительство, развивалось кооперативное движение, в 1915 году была открыта мужская земская гимназия в специально построенном для нее здании.
Известный фабрикант М. С. Кузнецов выбрал Пушкина своим душеприказчиком и завещал ему средства на постройку противотуберкулезного санатория в деревне Коняшино, многие крестьяне которого работали на фабрике Кузнецова и были больны туберкулезом.
В годы Первой мировой войны работал в бронницком комитете Всероссийского земского союза и вместе с тем состоял председателем уездного комитета земского союза по оказанию помощи больным и раненым воинам.
Умер в 1916 году от туберкулеза легких. Был похоронен на Бронницком городском кладбище.

## Семья
С 15 ноября 1887 года был женат на дочери генерала Ольге Николаевне Решетовой, детей в браке не было. В 1900-х годах состоял в гражданском браке с женой земского врача Анной Петровной Зелих, рожденной Савицкой.
Постановлением народного суда Краснопресненского района г. Москвы от 21 июля 1923 года, №6631/1139,  отцовство Александра Александровича Пушкина в отношении Екатерины Зейлих (31 октября (13 ноября)  1907 года — 30 марта 1969) признано и юридически оформлено. Она  с 7 февраля 1924 года была замужем за Георгием Амазасповичем Адамовым (26 мая (8 июня)  1904 года — 7 марта 1963) (разведены). После расторжения брака Е.А. Адамова приняла фамилию Пушкина. С 1936 жила гражданским браком с Игорем Николаевичем Харитоновым (1 (14) июня 1910 года — 12 декабря 1983)